# Italia (luchtschip)

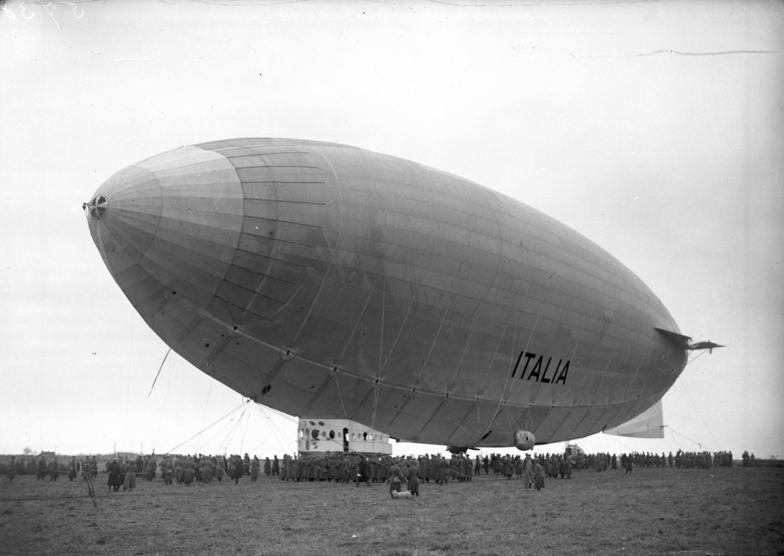
Italia

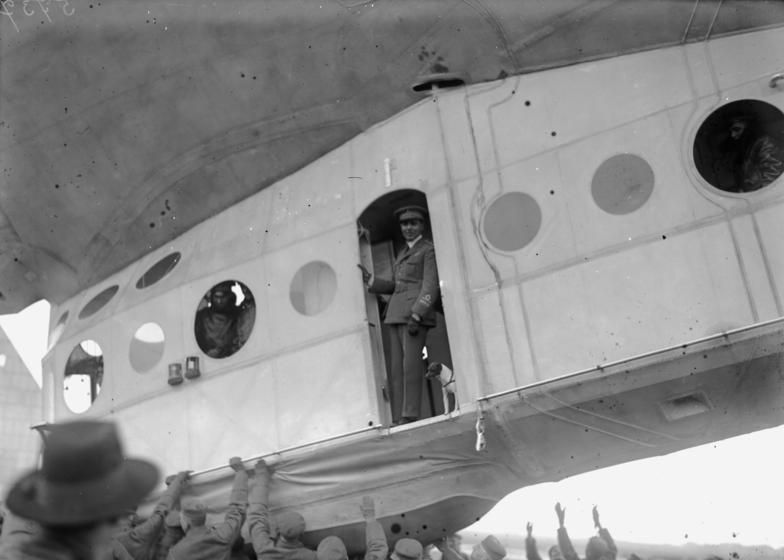
Italia in Słupsk, april 1928

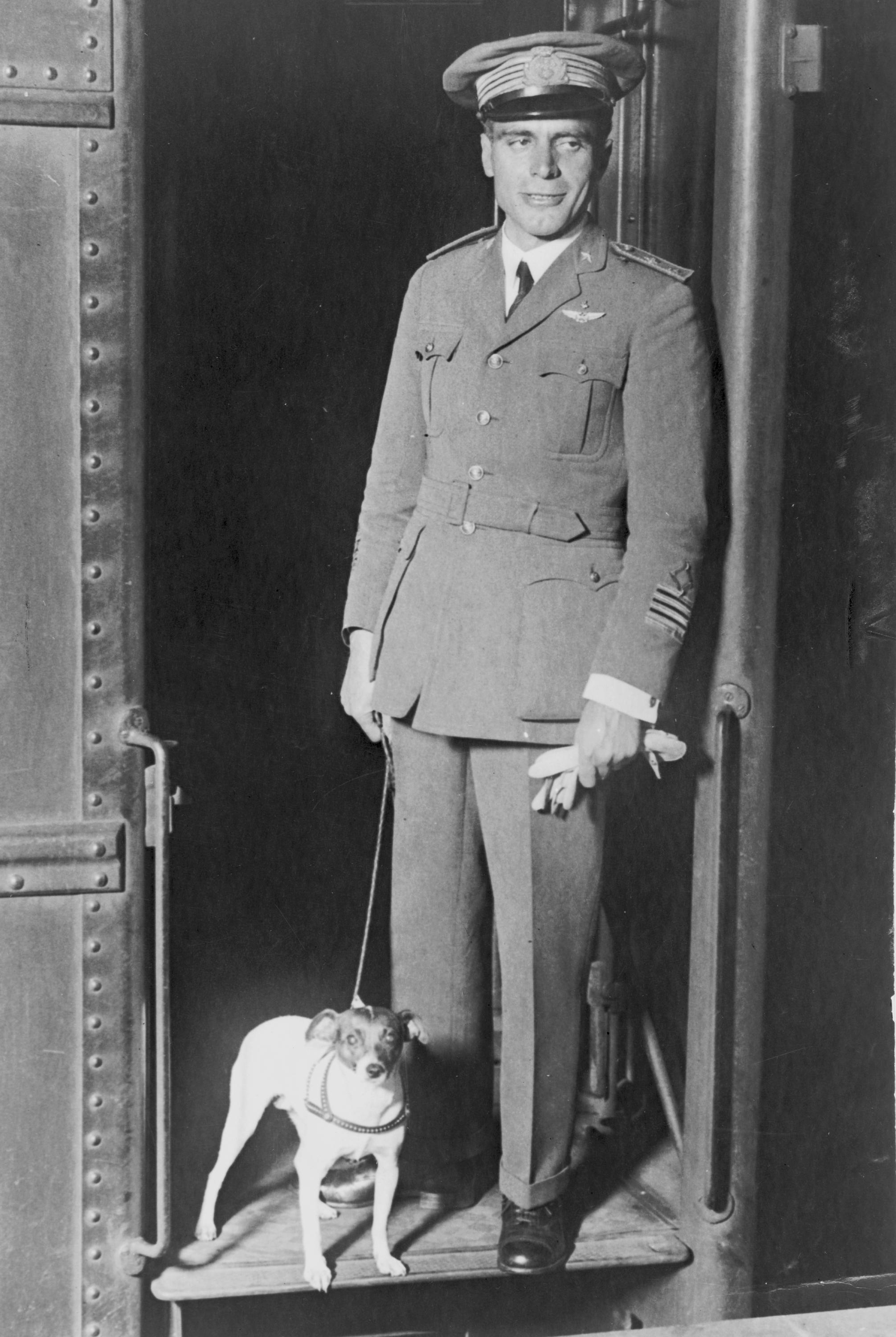
Umberto Nobile en zijn hondje Titina in 1926. Beiden overleefden twee jaar later de ramp.

De Italia was een luchtschip dat na een succesvolle Noordpoolexpeditie neerstortte bij Spitsbergen. De expeditie was een vervolg op de Italiaanse expeditie met het luchtschip Norge, die niet de verwachte resultaten had en te weinig eerbetoon voor Italië opleverde. De nieuwe poging stond onder leiding van slechts één man: de Italiaan Umberto Nobile (1885-1978), een favoriet van Mussolini.

## Heenreis
De Italia vertrok op 23 mei 1928 vanuit Ny-Ålesund op Spitsbergen en bereikte op 24 mei de noordpool. Volgens de meteoroloog aan boord zou de wind naar Spitsbergen draaien, dus keerde men terug. 

## De ramp, 25 mei
De eerste uren was de wind goed, maar daarna keerde de wind en sneeuwde het, waardoor het schip niet meer vooruit kwam en alle ballast moest lossen. Het schip bleef echter dalen en sloeg ten noorden van het eiland Nordaustlandet op het ijs, waarbij de stuurgondel en de achterste motorgondel losscheurden. Met nog zes mensen aan boord verdween het lichter geworden luchtschip weer in de hoogte. Nooit heeft iemand nog van hen gehoord en het wrak is nooit gevonden. De afgescheurde gondels bleven op het ijs achter, met tien mensen, waaronder Nobile. Een van de tien overleefde de crash niet.

## De redding
De marconist zond noodseinen uit. Het duurde tien dagen voor op het noodsignaal werd gereageerd. Drie mannen hadden al voordien besloten te voet  de bewoonde wereld te bereiken. Een van hen zou tijdens de tocht omkomen, de andere twee werden gevonden door de Sovjet-ijsbreker Krasin.
Het duurde tot 20 juni voor men erin slaagde met een vliegtuig proviand en hulpmiddelen te droppen bij de roodgeverfde tent met de achterblijvers. Drie dagen later wist de Zweedse piloot Einar Lundborg bij Nobile en zijn mannen te landen. Er was slechts ruimte om één persoon mee te nemen, en ondanks protesten van Nobile, die zijn mannen eerst wilde laten redden, was hij degene die uiteindelijk als eerste werd meegenomen. Lundborg keerde terug om de overige mannen te halen, maar zijn vliegtuig crashte bij de landing, zodat hij nu samen met de Italianen vastzat op het ijs. Het duurde uiteindelijk nog tot 12 juli voor de rest van de groep door de Krasin gered kon worden. 
De poolreiziger Roald Amundsen nam ook aan de reddingsoperatie deel, maar stortte zelf met zijn vliegtuig neer in de Barentszzee en kwam om. Ook hij is nooit teruggevonden. Uit Nederland nam Sjef van Dongen deel aan de zoekactie naar de Italia.
Uiteindelijk waren er acht slachtoffers te betreuren van de ramp.

## Opvarenden
| Overlevenden | Meegenomen door restant van het luchtschip | Overige slachtoffers                                                                                             |
| --- | --- | --- |
| - Umberto Nobile - gezagvoerder - František Běhounek - natuurkundige - Adalberto Mariano - navigator - Filippo Zappi - navigator - Alfredo Viglieri - navigator - Natale Cecioni - technicus - Giuseppe Biagi - marconist - Felice Trojani - technicus - Titina - hondje van Nobile | - Aldo Pontremoli - natuurkundige - Ugo Lago - journalist - Ettore Arduino - technicus - Calisto Ciocca - technicus - Attilio Caratti - technicus - Renato Alessandrini - technicus | - Vincenzo Pomella - technicus, gedood bij de crash - Finn Malmgren - meteoroloog, ging over het ijs hulp zoeken |

## Bron
- italia.tass.com. Polar quest on the Italia. The Airship Crash Chronicle. Hier staat het verhaal tot in details, ook met kaarten en foto's, en filmpje reconstructie neerstorten.